# Nya Partiet Nippon

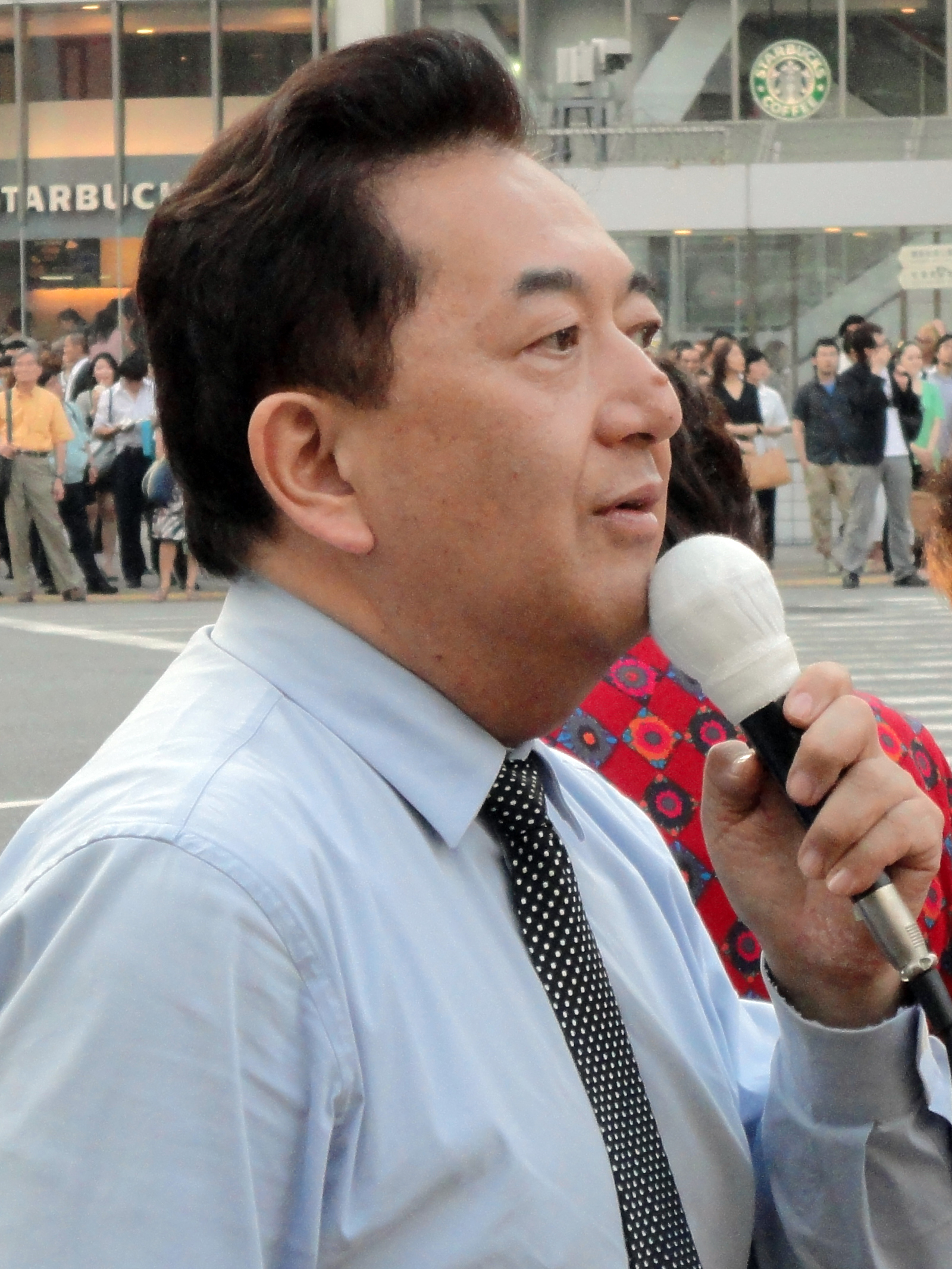
Partiledaren Yasuo Tanaka håller tal i Tokyo, juni 2010

Nya Partiet Nippon (新党日本 Shintō Nippon) är ett japanskt parti. Partiet bildades 2005 av personer från det liberaldemokratiska partiet (Liberal Democratic Party) som var emot premiärminister Junichiro Koizumis planer på att privatisera den japanska posten. Partiledaren Yasuo Tanaka, före detta guvernör i Nagano prefektur, har sagt att "det viktiga för Japan nu inte är tillväxt utan att samhället och ekonomin mognar". I augusti 2009 lanserade partiet sin kampanjplattform, som bland annat innehåller ett löfte om basinkomst för alla medborgare och utvärdering av alla offentliga projekt i syfte att minska onödiga utgifter.